# زیرگروه همنهشتی
در ریاضیات، یک زیرگروه همنهشتی (به انگلیسی: Congruence subgroup)، یک زیرگروه گروه خطی عام است که با شرایط حسابی تعریف می‌شود.

## تعریف
فرض کنید {\displaystyle G\subset GL(n,\mathbb {C} )} یک زیرگروه تعریف شده روی {\displaystyle \mathbb {Q} } و {\displaystyle N} یک عدد طبیعی باشد. آنگاه
{\displaystyle \Gamma =Ker(G(\mathbb {Z} )\to G(\mathbb {Z} /N\mathbb {Z} ))}
یک زیرگروه تعریف می‌کند که آنرا زیرگروه همنهشتی می‌خوانیم. نگاشت {\displaystyle G(\mathbb {Z} )\to G(\mathbb {Z} /N\mathbb {Z} )} همان نگاشت تقلیل به پیمانه {\displaystyle N} است. زیرگروههای همنهشتی بنا بر تعریفشان، همواره گروههای فوکسی و هم چنین گروههای حسابی هستند. همچنین، برای {\displaystyle n\geq 3} هر زیرگروه حسابی {\displaystyle SL(n,\mathbb {C} )} یک زیرگروه همنهشتی را در بر دارد.